# Национално знаме на Бангладеш
Националното знаме на Бангладеш е един от официалните символи на Народна република Бангладеш. Настоящият вариант е приет на 17 януари 1972. Флагът представлява червен кръг на зелено поле. Отношението ширина към дължина е 1:2.

## Символика
Зеленият цвят символизира исляма, а според други източници – природата на страната. Червеният кръг символизира изгряващото слънце, което от своя страна е символ на независимостта. При първоначалния вариант на знамето в червения кръг е изобразена и карта на страната.

## Галерия
- Гражданско знаме на Бангладеш
- Военноморски флаг на Бангладеш
- Националното знаме на Бангладеш
(1971)